# Hoancă (Alsóvidra község)
Hoancă falu Romániában, Erdélyben, Fehér megyében. Közigazgatásilag Alsóvidra községhez tartozik.
Az 1956-os népszámlálás előttig Peles része volt. 1956-ban 102, 1966-ban 95, 1977-ben 103-ban 88 lakosa volt, 2011-ben már csak 5. 